# A5 regulatorna sekvenca
A5 je regulatorna sekvenca za insulinski gen.